# Шрек: Страшилки
«Шрек: Страшилки» (англ. Scared Shrekless) — американский анимационный короткометражный фильм, созданный в 2010 году к Хэллоуину. Официально фильм транслировался 28 октября 2010 года на канале NBC.

## Сюжет
В Хэллоуин друзья Шрека пытаются напугать его, но у них это не получается, после чего Шрек с друзьями решают устроить состязание на самую страшную хэллоуинскую историю. При этом каждый из них хочет доказать, что он самый храбрый. Но прежде чем выяснить, кто же победил, им придётся всю ночь пробыть в заброшенном городке Дюлок, в замке умершего лорда Фаркуада.
Невеста Пряни
Начинает Пряня — он рассказывает страшную историю о своей жене, которую испёк для него Кекс (пекарь, который сделал Пряню), но по просьбе самого Пряни добавил туда слишком много сахара, из-за чего она стала везде ходить за ним и не давать покоя. Пряня пытается бежать, но жена его догоняет. Она негодует и спрашивает Пряню, чем он был недоволен. Погоня кончается на Кондитерской фабрике, где Пряня намеренно сбрасывает жену в ёмкость с тестом. В итоге получаются сотни его жён-зомби, которые проламываются в дом Пряни и, по его словам, съедают его, несмотря на то, что перед началом истории он сказал, что она полностью правдива (он сделал так, чтобы все стали слушать его рассказ). Это заметил Шрек, и, оказавшись в неловкой ситуации, Пряня под глупым предлогом сбежал. Несмотря на нереалистичность истории, все, кроме Шрека, Осла, Кота и Пиноккио, испугавшись, также сбежали (Волк ушёл «по дороге» с поросятами, а слепые мыши не добрались до заданной точки местности из-за слепоты).
Мотель «Сапоги»
Следующая ужасная история — это сплошное соперничество Осла и Кота, где они, зная самые большие страхи друг друга, воплощают их в рассказ, перебивают и не дают рассказать историю друг другу, при этом говоря постоянно свои версии, по их словам, реальной истории. В итоге, когда Осёл нагрел обстановку, рассказывая о том, чего больше всего боится Кот (воды), Пиноккио из пульверизатора обрызгал Кота, после чего тот убежал.
Шрекзорцист
Далее Шрек рассказывает (Осёл упустил эту возможность из-за соперничества) пугающую историю о том, как он был нянькой и его вызвал «отец» одержимого Пиноккио. Шрек всячески пытается его успокоить, но у него ничего не получается. Однако Пиноккио говорит о каких-то голосах в его голове, которые указывают ему, что делать. Вскоре выясняется, что это сверчок, который сидел у Пиноккио в голове и указывал ему, что делать. Пиноккио давит сверчка. После того, как Шрек рассказал историю, Пиноккио всячески отрицает факт, что у него в голове есть сверчок. Однако Шрек показывает ему сверчка (только не говорящего, но он не поверил и испугался), и Пиноккио в ужасе убежал из замка.
Оставшись один на один, Шрек напоминает Ослу, что это он «приложил копыто» к смерти лорда Фаркуада, и рассказывает, что тут обитает его призрак. Осёл не верит, но появляется призрак, зовущий Осла, и последний в панике убегает из замка. На самом деле Осла звала Фиона через охотничий рог, а призрак — это спрятавшиеся под плащом дети Шрека. Призрачно-жёлтые глаза — всего лишь два светлячка. После этого Шрек и его семья довольные уходят домой.

## Роли озвучивали
| Актёр                  | Роль                                                          |
| ---------------------- | ------------------------------------------------------------- |
| Майк Майерс            | Шрек                                                          |
| Дин Эдвардс            | Осёл                                                          |
| Антонио Бандерас       | Кот в сапогах                                                 |
| Кэмерон Диас           | Принцесса Фиона                                               |
| Коуди Камерон          | Пиноккио / Три поросёнка                                      |
| Конрад Вернон          | Пряня / Кекс (пекарь)                                         |
| Кристофер Найтс        | Три слепые мыши                                               |
| Арон Уорнер            | Волк                                                          |
| Кристен Шааль          | Сахарютка                                                     |
| Пэтти Корнелл          | Жуткий хор часового механизма                                 |
| Сьюзэн Фитцер          | Жуткий хор часового механизма                                 |
| Шон Бишоп              | Джеппето / Принц Чарминг / Сверчок / Карлик / Вафля-Осложорка |
| Майлз Кристофер Бакши  | Фергус и Фаркл                                                |
| Нина Зои Бакши         | Фелиция                                                       |
| Луис Гэбриел Бассо III | Подросток #1                                                  |
| Девон Веркхейзер       | Подросток #2 / Подросток #3                                   |

## Создатели
- Композитор: Халли Котэри
- Ассоциированные продюсеры: Том Джакомб, Камерон Стевнинг
- Сопродюсер: Чед Хаммес
- Продюсер: Карен Фостер
- Режиссёры: Гари Труздейл, Раман Хуэй